# 京都府漁業協同組合連合会
京都府漁業協同組合連合会（きょうとふぎょぎょうきょうどうくみあいれんごうかい）は、京都府にある漁業協同組合全てを統括した漁連組織。本部は京都府舞鶴市下安久無番地。略称は「京都漁連」。2012年（平成24年）に京都府漁業協同組合に事業の包括承継が行われ、解散した。
京都漁連は1949年（昭和24年）に京都府下の漁業協同組合で組織された組織。舞鶴市に本所を置き、宮津支所、間人支所（京丹後市）、網野支所、宮津漁業無線局が設置されていた。

## 事業内容
- 購買事業
- 販売事業
- 製氷冷凍冷蔵事業
- 指導事業

## 所属する漁協
- 舞鶴市漁業協同組合（舞鶴市）
  - 田井支所（舞鶴市）
  - 成生支所（舞鶴市）
  - 野原支所（舞鶴市）
  - 竜宮浜支所（舞鶴市）
  - 三浜支所（舞鶴市）
- 宮津市漁業協同組合（宮津市）
- 伊根町漁業協同組合（伊根町）
- 丹後町漁業協同組合（京丹後市）
- 網野町漁業協同組合（京丹後市）
- 湊漁業協同組合（京丹後市）